# 益荒海幸太
益荒海 幸太（ますらうみ こうた、1988年（昭和63年）10月15日 - ）は、愛知県豊田市出身で阿武松部屋に所属していた元大相撲力士。本名は黒澤 幸太（くろさわ こうた）、愛称は少年。身長173cm、体重142kg、血液型はA型。得意技は突き、押し。最高位は西十両5枚目（2011年9月場所）。

## 人物
猿投台中学校では陸上部に所属して砲丸投を経験した。それまで相撲を経験したこともなかったものの、中学3年生だった2003年7月に知人に誘われて場所中の阿武松部屋の稽古を見学した際に阿武松親方（元関脇・益荒雄）のスカウトを受けて阿武松部屋へ入門し、2004年3月場所において3番出世で初土俵を踏んだ。入門時の身長は170cmしかなく、身長の低い新弟子を対象とする第二検査で新弟子検査に合格した。
2009年11月場所では東幕下23枚目の位置で7戦全勝の成績を挙げて幕下優勝を果たした。2010年1月場所では西幕下2枚目の位置で4勝3敗と勝ち越しを決め、場所後の番付編成会議で翌3月場所における新十両への昇進が決定し、同時に四股名を本名の「黒澤」から「益荒海」へと改めた。第二検査合格者が関取へと昇進したのは豊ノ島・磋牙司に次いで3人目、そのうち相撲未経験者の関取昇進は史上初のこととなった。同じく阿武松部屋に所属する大道も同時に新十両へ昇進し、同部屋の同時新十両昇進は2008年1月場所における春日野部屋の木村山と栃ノ心以来のこととなった。その新十両で迎えた3月場所では7勝8敗と負け越して、翌5月場所では幕下へ陥落した。翌7月場所において十両へ復帰したものの、その7月場所でも3勝12敗と大敗して再び幕下へ陥落した。
翌9月場所から2011年1月場所まで幕下上位で3場所連続して勝ち越しを決め、同年3月場所の中止を挟んで翌5月技量審査場所において3回目の十両昇進を果たした。その5月技量審査場所では東十両13枚目の位置で5勝10敗と大敗したものの、大相撲八百長問題により多数の力士が引退した影響もあり、大きく負け越したにもかかわらず翌7月場所では逆に東十両12枚目へと番付が上がった。その7月場所では10勝5敗と二桁勝利を挙げ、翌9月場所では自己最高位となる西十両5枚目まで番付を上げた。しかし、その後はあまり調子が上がらず、2012年7月場所に西十両13枚目の位置で6勝9敗と負け越し、翌9月場所において幕下へ陥落した。
2013年3月場所から首の負傷の影響で休場し、首の負傷により思い切った稽古ができなくなったという理由により、翌5月場所中に24歳で現役引退を表明した。同年5月27日に東京都内のホテルにて行われた阿武松部屋の同年5月場所千秋楽打ち上げパーティーにおいて断髪式が行われた。本人は琴錦のようなスピードのある相撲を目標にしていた。柔道経験もあったことから、突き押し主体の相撲ながらも蹴返しなどの足技を出すことがあった。
なお、元・高校カヌー王者の兄も巴川という四股名で2005年9月場所に初土俵を踏んだが、前相撲を取ったのみで引退している。

## 主な成績
- 通算成績：227勝211敗20休 勝率.518
- 十両成績：63勝81敗6休 勝率.438
- 現役在位：55場所
- 十両在位：10場所
- 各段優勝
  - 幕下優勝：1回（2009年11月場所）

### 場所別成績
| | 一月場所 初場所（東京） | 三月場所 春場所（大阪） | 五月場所 夏場所（東京） | 七月場所 名古屋場所（愛知） | 九月場所 秋場所（東京） | 十一月場所 九州場所（福岡） |
| --- | ----------------------- | ----------------------- | ----------------------- | --------------------------- | ----------------------- | --------------------------- |
| 2004年 （平成16年） | x                       | （前相撲）              | 東序ノ口38枚目 5–2      | 東序二段116枚目 1–6         | 東序ノ口20枚目 5–2      | 西序二段87枚目 4–3          |
| 2005年 （平成17年） | 東序二段63枚目 5–2      | 西序二段18枚目 3–4      | 東序二段41枚目 3–4      | 西序二段61枚目 5–2          | 東序二段21枚目 5–2      | 東三段目87枚目 5–2          |
| 2006年 （平成18年） | 西三段目54枚目 3–4      | 東三段目72枚目 3–4      | 東三段目87枚目 4–3      | 西三段目67枚目 3–4          | 東三段目85枚目 5–2      | 東三段目53枚目 5–2          |
| 2007年 （平成19年） | 西三段目24枚目 2–5      | 西三段目49枚目 5–2      | 東三段目21枚目 3–4      | 西三段目32枚目 5–2          | 東三段目10枚目 4–3      | 東幕下59枚目 4–3            |
| 2008年 （平成20年） | 西幕下49枚目 4–2        | 東幕下39枚目 2–5        | 東幕下57枚目 2–5        | 西三段目21枚目 6–1          | 西幕下41枚目 3–4        | 東幕下51枚目 4–3            |
| 2009年 （平成21年） | 東幕下42枚目 6–1        | 東幕下16枚目 3–4        | 東幕下26枚目 5–2        | 東幕下14枚目 1–6            | 西幕下33枚目 5–2        | 東幕下23枚目 優勝 7–0       |
| 2010年 （平成22年） | 西幕下2枚目 4–3         | 東十両14枚目 7–8        | 東幕下筆頭 4–3          | 東十両13枚目 3–12           | 東幕下9枚目 4–3         | 東幕下6枚目 4–3             |
| 2011年 （平成23年） | 東幕下3枚目 4–3         | 八百長問題 により中止   | 東十両13枚目 5–10       | 東十両12枚目 10–5           | 西十両5枚目 7–8         | 東十両7枚目 5–4–6           |
| 2012年 （平成24年） | 西十両10枚目 6–9        | 西十両13枚目 8–7        | 西十両10枚目 6–9        | 西十両13枚目 6–9            | 東幕下3枚目 4–3         | 東幕下筆頭 3–4              |
| 2013年 （平成25年） | 西幕下4枚目 2–5         | 東幕下11枚目 休場 0–0–7 | 西幕下51枚目 引退 0–0–7 | x                           | x                       | x                           |
| 各欄の数字は、「勝ち-負け-休場」を示す。 優勝 引退 休場 十両 幕下 三賞：敢=敢闘賞、殊=殊勲賞、技=技能賞 その他：★=金星 番付階級：幕内 - 十両 - 幕下 - 三段目 - 序二段 - 序ノ口 幕内序列：横綱 - 大関 - 関脇 - 小結 - 前頭（「#数字」は各位内の序列） |                         |                         |                         |                             |                         |                             |

## 改名歴
- 黒澤 幸太（くろさわ こうた）2004年3月場所 - 2010年1月場所
- 益荒海 幸太（ますらうみ - ）2010年3月場所 - 2013年5月場所